# Asphondylia viticola
Asphondylia viticola är en tvåvingeart som beskrevs av Jean-Jacques Kieffer och Leeuwen-reijnvaan 1910. Asphondylia viticola ingår i släktet Asphondylia och familjen gallmyggor. Inga underarter finns listade i Catalogue of Life.